# German Juniors 2013
Das German Juniors 2013 im Badminton fand vom 7. bis zum 10. März 2013 in Berlin statt. Es war die 30. Austragung dieses bedeutendsten internationalen Badminton-Juniorenwettkampfs in Deutschland.

## Sieger und Platzierte
| Disziplin    | Gold                           | Silber                            | Bronze                            |
| ------------ | ------------------------------ | --------------------------------- | --------------------------------- |
| Herreneinzel | Jeon Hyeok-jin                 | Choi Sol-gyu                      | Soong Joo Ven                     |
| Herreneinzel | Jeon Hyeok-jin                 | Choi Sol-gyu                      | Ng Ka Long                        |
| Dameneinzel  | Anna Thea Madsen               | Sarita Suwanakijboriharn          | Kim Na-young                      |
| Dameneinzel  | Anna Thea Madsen               | Sarita Suwanakijboriharn          | Ho Yen Mei                        |
| Herrendoppel | Choi Sol-gyu Park Se-woong     | Jeon Hyeok-jin Seo Seung-jae      | Darren Isaac Devadass Ong Yew Sin |
| Herrendoppel | Choi Sol-gyu Park Se-woong     | Jeon Hyeok-jin Seo Seung-jae      | Russell Muns Vincent de Vries     |
| Damendoppel  | Gabriela Stoeva Stefani Stoeva | Julie Finne-Ipsen Rikke S. Hansen | Marie Batomene Stacey Guérin      |
| Damendoppel  | Gabriela Stoeva Stefani Stoeva | Julie Finne-Ipsen Rikke S. Hansen | Han Ga-hee Kim Hye-rin            |
| Mixed        | Tang Chun Man Ng Wing Yung     | Choi Sol-gyu Kim Hye-rin          | Mark Lamsfuß Franziska Volkmann   |
| Mixed        | Tang Chun Man Ng Wing Yung     | Choi Sol-gyu Kim Hye-rin          | Jeon Hyeok-jin Kim Na-young       |